# 1993 ve sportu
Toto je přehled sportovních událostí konaných v roce 1993.

## Automobilový sport
Formulové závody:
- CART –  Nigel Mansell
- Formule 1 –  Alain Prost
- Formule 3000 –  Olivier Panis

## Cyklistika
- Giro d'Italia – Miguel Indurain
- Tour de France – Miguel Indurain
- Vuelta a España – Tony Rominger
- Mistrovství světa – Lance Armstrong

## Florbal
- European Cup 1993 – Muži:  Balrog IK, Ženy:  VK Rasket

## Lední hokej
- 3. listopadu – dává Jaromír Jágr svůj 100. gól v NHL v zápase proti Buffalu

## Sportovní lezení
- 2. Mistrovství světa ve sportovním lezení 1993
- 5. Světový pohár ve sportovním lezení 1993

## Tenis
- Grand Slam výsledky mužů:
  1. Australian Open – Jim Courier
  2. French Open – Sergi Bruguera
  3. Wimbledon – Pete Sampras
  4. US Open – Pete Sampras

- Grand Slam výsledky žen:
  1. Australian Open – Monika Selešová
  2. French Open – Steffi Graf
  3. Wimbledon – Steffi Graf
  4. US Open – Steffi Graf

- Davis Cup: Německo–Austrálie 4:1